# Symphonie no 1 de Weber
Pour les articles homonymes, voir Symphonie no 1.
La Symphonie no 1 en do majeur, op. 19 est une œuvre de Carl Maria von Weber écrite en décembre 1806 et début janvier 1807. Avec sa deuxième symphonie, composée tout de suite après la première, c’est sa seule expérience dans ce genre.

## Historique
Quittant son poste de maître de chapelle au théâtre de Breslau, Weber, jeune homme de 19 ans, mène la vie d’un musicien errant, voyageant avec son père et sa tante. Il espère trouver une place à la cour d’un souverain cultivé et en été 1806 il arrive à Carlsruhe (aujourd’hui Pokój, Pologne) dont le duc Eugène de Wurtemberg avait déjà connu Weber lors de sa visite à Breslau. Chaleureusement accueilli par le duc, Weber reçoit le titre de Musik-Intendant qui ne lui donne aucun bénéfice mais lui permet de se consacrer entièrement à la musique. 
Mélomane passionné, le duc possède une chapelle et un théâtre, lui-même jouant du hautbois. Sa bibliothèque musicale comporte les œuvres orchestrales de Haydn, Mozart, Beethoven, Danzi, Krommer et beaucoup d’autres. Pour remercier le maître hospitalier et généreux et pour faire plaisir aux musiciens de l’orchestre Weber se met à composer deux symphonies, mais elles ne sont jamais jouées par cet orchestre : en automne 1806 le duc est recruté par l’armée et en février 1807, après la bataille d'Eylau, l’orchestre et le théâtre sont dissous. Le 23 février Weber quitte Carlsruhe emportant les manuscrits.
La symphonie est jouée pour la première fois le 9 mars 1810 à Mannheim dans un concert académie, où Weber se présente aussi comme pianiste, jouant le concerto d’Anton Eberl. En 1812 les parties d’orchestre sont imprimées par Johann Anton André. Les partitions complètes des deux symphonies n’ont été publiées qu’au XXe siècle.
Contrairement aux opéras de Weber, ses symphonies sont rarement jouées mais au XIXe siècle elles font partie du répertoire des concerts à Paris. C’est en 1835 à l’ouverture du Gymnase musical, société de concerts fondée par Hector Berlioz, que la première symphonie a été jouée pour la première fois en France (Franz Liszt y participe aussi, jouant le Konzertstück de Weber). Castil-Blaze critique l’œuvre :

« Cette symphonie n’est point à la hauteur des ouvertures du Freyschütz, d’Euriante, d’Oberon. Je ne sais point à quelle époque elle a été composée ; mais je ne craindrais pas d’affirmer que c’est une œuvre de la jeunesse de Weber. Il prétendait alors, et n’avait point encore cette fermeté, cette originalité colorée de style qui l’a mis au premier rang des musiciens de notre siècle. »

La première symphonie reste malgré tout au répertoire et les transcriptions pour piano sont parues chez Georges Schonenberger et Simon Richault. En 1901 cette symphonie fait partie des Concerts Colonne et parmi les chefs d’orchestre du XXe siècle qui l’ont jouée on note Dimitri Mitropoulos, Erich Kleiber, Rudolf Kempe et d’autres.

## Instrumentation
Flûte
2 hautbois
2 bassons
2 cors (en do ; en mi dans le deuxième mouvement)
2 trompettes (en do)
Timbales
Premiers violons
Secondes violons
Altos
Violoncelles
Contrebasses
Le hautbois joue les solos dans tous les mouvements ― c’est sans doute un cadeau pour le duc. Les autres instruments à vent y jouent aussi un rôle important donnant à plus d'un passage un caractère concertant. Par exemple, le quatuor des cors et bassons dans le deuxième mouvement anticipe le futur Freischütz. Il est intéressant de noter que la clarinette, instrument favori de Weber, est absente dans la partition.

## Structure
La symphonie comporte quatre mouvements :
1. Allegro con fuoco à . Forme sonate mais avec quelques particularités : par exemple la deuxième partie commence en si mineur au lieu du sol majeur habituel. Weber lui-même écrit concernant ce mouvement : « C’est une fantaisie folle en parties éparses plutôt dans le style d’une ouverture »[6].
2. Andante à 
, do mineur. Les fanfares en mineur et le thème joué par les violoncelles et contrebasses puis reprise par les vents établissent une atmosphère mystérieuse. L’accord de septième diminuée joue ici un rôle significatif. Les épisodes quasi-Wolfschlucht alternent avec les mélodies calmes et pastorales.
3. Scherzo. Presto à 
. Ce mouvement est basé sur un motif avec trille. Le trio fait penser à la musique d'harmonie.
4. Finale. Presto à 
. Forme sonate avec des effets comiques à la manière de Haydn.

## Discographie
Pour la discographie du couplage des deux symphonies, voir la Symphonie no 2.
- Weber, Symphonie no 1 - New Philharmonia Orchestra, dir. Wilfried Boettcher (1970, Philips 462 868-2) (OCLC 23671575 et 872167620)